# بخش جنت‌آباد
بخش جنت‌آباد یکی از بخش‌های تابع شهرستان صالح‌آباد در استان خراسان رضوی در شرق ایران است. مرکز این بخش جنت‌آباد است.

## تقسیمات کشوری
- بخش جنت‌آباد
  - دهستان جنت‌آباد
  - دهستان استای